# Barbaira
Barbaira (okzitanisch Barbairan) ist eine französische Gemeinde mit 787 Einwohnern (Stand 1. Januar 2022) im Département Aude in der Region Okzitanien. Sie gehört zum Arrondissement Carcassonne und zum Kanton La Montagne d’Alaric.

## Geographie
Barbaira liegt am Fluss Aude, in den hier der Zufluss Bretonne einmündet. Nachbargemeinden von Barbaira sind Marseillette im Nordosten, Comigne im Südosten, Floure im Südwesten und Badens im Nordwesten.

## Bevölkerungsentwicklung
| Jahr      | 1962 | 1968 | 1975 | 1982 | 1990 | 1999 | 2013 |
| Einwohner | 510  | 512  | 503  | 473  | 474  | 523  | 738  |

## Sehenswürdigkeiten
- Kirche Saint-Julien (Monument historique)
- Burgruine Miramont

## Persönlichkeiten
- Chabert de Barbaira (um 1185–um 1275), okzitanischer Ritter und Faydit im 13. Jahrhundert